# Politicamente Incorreto (livro)
Politicamente Incorreto é o segundo livro escrito pelo humorista Danilo Gentili, lançado em 2010 pela editora Panda Books. Baseado no espetáculo de stand-up comedy de mesmo nome, o livro contêm as mesmas piadas presentes no espetáculo e textos extras escritos pelo humorista.

## Informações
Seguindo o sucesso que obteve o espetáculo Politicamente Incorreto apresentado em 2010, Gentili o relança em livro em que contêm piadas e sátiras sobre a situação da política brasileira, os políticos, escândalos do passado e recentes.

## Adaptações
Em 2014, Gentili escreveu e protagonizou a série Politicamente Incorreto, baseado no livro e no espetáculo. Foi exibido pelo canal a cabo FX Brasil de 15 de Setembro a 3 de Novembro de 2014. Na série, o humorista interpreta Atilío Pereira, um deputado federal que se envolve em um escândalo de corrupção e devido a um mal entendido, acaba se saindo como o único inocente da história.